# Премьер-министр Баварии
Премьер-министр Свободного государства Бавария — глава правительства (министр-президент, министр-председатель; нем. Ministerpräsident) федеральной земли Бавария в ФРГ. Избирается баварским ландтагом. Премьер-министр определяет основы баварской государственной политики и осуществляет внешнее представительство Баварии. С 16 марта 2018 года эту должность занимает член ХСС Маркус Зёдер.

## Полномочия
Премьер-министр избирается на первом заседании баварского ландтага на срок его полномочий (5 лет) и переизбирается после каждых земельных выборов. Избранным на эту должность может быть только человек, имеющий баварское гражданство и достигший 40 лет.

Премьер-министр руководит делами баварского правительства. Он назначает и смещает с согласия ландтага своих заместителей равно как максимум 17 министров и государственных секретарей, которым он определяет круг деятельности или особые полномочия. Согласно ст. 50 Конституции Баварии премьер-министр может брать на себя один или несколько министерских портфелей. Он определяет основы государственной политики в Баварии и представляет эту федеральную землю вовне. В своей деятельности он несёт ответственность перед ландтагом. Премьер-министр также обладает правом помилования.

Премьер-министр не может быть снят с должности ландтагом. Конституция Баварии предусматривает его отставку, в случае если «политические отношения делают невозможной совместную работу между ним и ландтагом». Отставка премьер-министра автоматически влечёт отставку правительства. В таком случае до новых выборов министра-президента его обязанности исполняет президент ландтага.

## Список

### Канцлеры Тайного совета
| Канцлер                        | Фото | Период                             |
| ------------------------------ | ---- | ---------------------------------- |
| Иоганн Рудольф фон Вемпль      |      | 1695 — 1704                        |
| вакантно                       |      | 1704-1714                          |
| Франц Ксавер Йозеф фон Унертль |      | 3 марта 1726 — 6 марта 1749        |
| Барон фон Прайдлон             |      | 1749—1758                          |
| Вигулий Крейтмайр              |      | 20 сентября 1758 — 21 октября 1790 |

### Министры иностранных дел
До 1849 года в Баварии не было должности премьер-министра, однако главенствующее положение занимал министр иностранных дел (с 1806 года — министр королевского дома и иностранных дел), который и выполнял по большей части функцию главы баварского правительства. После учреждения Совета министров в 1847 году председательство переходило между министрами отдельных отраслей. Король Людвиг I (1825—1848) оставил за собой председательство, а в его отсутствие председательствовал министр с наибольшим служебным стажем.
| Министр                        | Портрет | Период                           | Примечания                                                                               |
| ------------------------------ | ------- | -------------------------------- | ---------------------------------------------------------------------------------------- |
| Франц Йозеф фон Берхем         |         | 1745 — 18 ноября 1777            | Министр иностранных дел                                                                  |
| Маттеус Карл Антон фон Вирегг  |         | 18 ноября 1777 — 21 февраля 1799 | Министр иностранных дел                                                                  |
| Максимилиан фон Монжела        |         | 21 февраля 1799 — 2 февраля 1817 | Министр иностранных дел, одновременно министр финансов и внутренних дел                  |
| Генрих Алоис фон Райгерсберг   |         | 2 февраля 1817 — 1823            | Председатель Совета министров, в 1810—1823 годах министр юстиции                         |
| Алоис фон Рехберг              |         | 2 февраля 1817 — октябрь 1825    | Министр иностранных дел, с 1823 года Председатель Совета министров                       |
| Фридрих Карл фон Тюрхейм       |         | 1 января 1827 — 1828             | Министр иностранных дел, с 22 апреля 1827 в отпуске                                      |
| Георг Фридрих фон Центнер      |         | 22 апреля 1827 — 1 сентября 1828 | Исполняющий обязанности Министра иностранных дел                                         |
| Йозеф Людвиг фон Армансперг    |         | 1 сентября 1828 — 1831           | Министр иностранных дел, также министр финансов                                          |
| Фридрих Август фон Гизе        |         | 1831 — 26 мая 1846               | Исполняющий обязанности Министра иностранных дел со 2 января 1832                        |
| Отто фон Брай-Штайнбург        |         | 26 мая 1846 — 13 февраля 1847    | Исполняющий обязанности Министра иностранных дел до января 1847                          |
| Георг Людвиг фон Маурер        |         | 1 марта — 29 ноября 1847         | «Министерство утренней зари», Исполняющий обязанности Министра иностранных дел и юстиции |
| Людвиг цу Эттинген-Валлерштейн |         | 1 декабря 1847 — 12 марта 1848   | «Министерство Лолы», Исполняющий обязанности Министра иностранных дел и культов          |
| Клеменс фон Вальдкирх          |         | 14 марта 1848 — 29 апреля 1848   | «Министерство марта», Исполняющий обязанности министра иностранных дел                   |
| Отто фон Брай-Штайнбург        |         | 29 апреля 1848 — 18 апреля 1849  | Министр иностранных дел                                                                  |

### Председатели Совета министров
В 1849 году была учреждена должность Председателя Совета министров, которая за исключением 1880—1890 годов была связана с постом Министра иностранных дел.
| Министр                       | Фото | Период                | Примечания                                                                                      |
| ----------------------------- | ---- | --------------------- | ----------------------------------------------------------------------------------------------- |
| Людвиг фон дер Пфордтен       |      | 1849—1859             | также Министр иностранных дел, беспартийный                                                     |
| Карл фон Шренк                |      | 1859—1864             | также Министр иностранных дел, беспартийный                                                     |
| Макс Ноймайр                  |      | 1864 (уполномоченный) | также Министр иностранных дел (1859—1865); уполномоченный Министр иностранных дел, беспартийный |
| Людвиг фон дер Пфордтен       |      | 1864—1866             | также Министр иностранных дел, беспартийный                                                     |
| Хлодвиг Гогенлоэ              |      | 1866—1870             | также Министр иностранных дел, беспартийный (национал-либерал)                                  |
| Отто фон Брай-Штайнбург       |      | 1870—1871             | также Министр иностранных дел                                                                   |
| Фридрих фон Хегненберг-Дукс   |      | 1871—1872             | также Министр иностранных дел, беспартийный (национал-либерал)                                  |
| Адольф фон Пфрецшнер          |      | 1872—1880             | также Министр иностранных дел, беспартийный (либерал)                                           |
| Иоганн фон Луц                |      | 1880—1890             | также Министр культов, беспартийный (национал-либерал)                                          |
| Фридрих Крафт фон Крайльсгейм |      | 1890—1903             | также Министр иностранных дел, беспартийный (национал-либерал)                                  |
| Клеменс фон Подевильс-Дюрниц  |      | 1903—1912             | также Министр иностранных дел, беспартийный (национал-либерал)                                  |
| Георг фон Гертлинг            |      | 1912—1917             | также Министр иностранных дел, партия Центра                                                    |
| Отто фон Дандль               |      | 1917—1918             | также Министр иностранных дел, беспартийный                                                     |

### Премьер-министры
| Глава правительства           | Фото | Период                                                                               | Примечания                          |
| ----------------------------- | ---- | ------------------------------------------------------------------------------------ | ----------------------------------- |
| Курт Эйснер                   |      | 8 ноября 1918 — 21 февраля 1919                                                      | НСДПГ                               |
| Иоганн Гофманн                |      | 17 марта 1919 — 16 марта 1920                                                        | СДПГ                                |
| Густав фон Кар                |      | 16 марта 1920 — 21 сентября 1921                                                     | беспартийный (национал-консерватор) |
| Гуго фон Лерхенфельд-Кёферинг |      | 21 сентября 1921 — 8 ноября 1922                                                     | БНП                                 |
| Ойген фон Книллинг            |      | 8 ноября 1922 — 1 июля 1924                                                          | БНП                                 |
| Густав фон Кар                |      | Генеральный государственный комиссар 25 сентября 1923 — 17 февраля 1924              | беспартийный (национал-консерватор) |
| Генрих Гельд                  |      | 2 июля 1924 — 10 марта 1933                                                          | БНП                                 |
| Франц Ксавер фон Эпп          |      | Рейхскомиссар 9 марта — 10 апреля 1933 Рейхсштатгальтер 10 апреля 1933 — апрель 1945 | НСДАП                               |
| Людвиг Зиберт                 |      | 12 апреля 1933 — 1 ноября 1942                                                       | НСДАП                               |
| Пауль Гислер                  |      | 2 ноября 1942 — 29 апреля 1945                                                       | НСДАП                               |
| Фриц Шеффер                   |      | 28 мая 1945 — 28 сентября 1945                                                       | ХСС                                 |
| Вильгельм Хёгнер              |      | 28 сентября 1945 — 16 декабря 1946                                                   | СДПГ                                |
| Ханс Эхард                    |      | 21 декабря 1946 — 14 декабря 1954                                                    | ХСС                                 |
| Вильгельм Хёгнер              |      | 14 декабря 1954 — 8 октября 1957                                                     | СДПГ                                |
| Ханнс Зайдель                 |      | 16 октября 1957 — 22 января 1960                                                     | ХСС                                 |
| Ханс Эхард                    |      | 26 января 1960 — 11 декабря 1962                                                     | ХСС                                 |
| Альфонс Гоппель               |      | 11 декабря 1962 — 6 ноября 1978                                                      | ХСС                                 |
| Франц Йозеф Штраус            |      | 6 ноября 1978 — 3 октября 1988                                                       | ХСС                                 |
| Макс Штрайбль                 |      | 19 октября 1988 — 27 мая 1993                                                        | ХСС                                 |
| Эдмунд Штойбер                |      | 28 мая 1993 — 30 сентября 2007                                                       | ХСС                                 |
| Гюнтер Бекштайн               |      | 9 октября 2007 — 27 октября 2008                                                     | ХСС                                 |
| Хорст Зеехофер                |      | 27 октября 2008 — 13 марта 2018                                                      | ХСС                                 |
| Маркус Зёдер                  |      | с 16 марта 2018                                                                      | ХСС                                 |